# Kebsa
Le kebsa est un mets traditionnel d'Arabie saoudite, du Yémen et du reste du Moyen-Orient, à base de riz et de viande de mouton ou de poulet, et d'un mélange d'épices particulier (cumin, coriandre, cannelle, cardamome, clou de girofle, lime séchée). L’origine du plat vient du Yémen.